# 牛泥棒たち
『牛泥棒たち』（Rustlers）は、1919年に公開されたアメリカ合衆国の短編・西部劇映画である。プロデューサーはジョン・フォード、監督はレジナルド・バーカーであり、『Even Money』というワーキングタイトルで1919年2月28日から3月8日までの間に撮影され、同年4月に公開された。フォード自身がピート・モリソンをこの映画に参加させることを決定し、映画の撮影中にバーカーと共に当時映画監督協会の会長だったウィリアム・ボーダインによって結成された委員会の共同議長を務めた。